# Yingdi Sun
Yingdi Sun (Shanghai, 1980) is een Chinees pianist.

## Opleiding

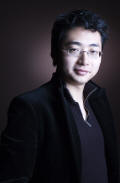
Foto:Allard Willemse

Yingdi Sun studeerde bij professor Sheng Yi-qi aan het Conservatorium in Shanghai vanaf 2001. Verder nam hij deel aan masterclasses van Philippe Entremont, Xu Zhong, Roberto Carnevale en Leslie Howard.

## Prijzen en onderscheidingen
Al op zeer jonge leeftijd wint Yingdi Sun prijzen in zijn geboorteland China, zoals de Gouden Bel Prijs tijdens de tweede Nationale Pianowedstrijd. In 2004 kreeg hij een beurs van Yamaha, die hem in staat stelde om kamermuziekconcerten te geven met winnaars van de Internationale Paganini Vioolwedstrijd en het Internationaal Tsjaikovski-concours. In eigen land kreeg hij onlangs de Bao Steel Education Award en de Speciale Prijs voor Artiesten van de overheid van Shanghai. 
In 2005 won Yindi Sun de eerste prijs van de zevende versie van het Internationaal Franz Liszt Pianoconcours in Utrecht. De ochtend na de finale van het Concours trad hij op in het Concertgebouw met het Radio Symfonie Orkest onder leiding van Jean-Bernard Pommier. 

## Activiteiten
Na het Liszt concours (zie boven) volgde een tweejarige tournee door Nederland en het buitenland. Hij trad onder meer op in Frankrijk, België, Duitsland, Finland, Hongarije, Tsjechië, Polen, Engeland, Indonesië, Macau, Hongkong, China, de Verenigde Staten en Zuid-Afrika. Yingi Sun speelde met het Peking Symfonie Orkest, het Shanghai Opera en Philharmonisch Orkest, het Rotterdams Philharmonisch Orkest en het Tsjechisch Nationaal Symfonie Orkest.
Yingdi is ook in zijn eigen land een graag geziene gast. In november 2005 werd hij ontvangen door de Chinese President Hu Jintao als onderdeel van de festiviteiten ter ere van het bezoek van de Amerikaanse president George W. Bush aan China.